# Artogne
Artogne is een gemeente in de Italiaanse provincie Brescia (regio Lombardije) en telde op 30 november 2017 3636 inwoners. De oppervlakte bedraagt 21,3 km², de bevolkingsdichtheid is 173 inwoners per km².

## Demografie
Artogne telt ongeveer 1202 huishoudens. Het aantal inwoners steeg in de periode 1991-2001 met 5,1% volgens cijfers uit de tienjaarlijkse volkstellingen van ISTAT.
Artogne telt ook drie gehuchten: Piazze, gelegen in het noordoosten op de hellingen van de Corno Torricella, Acquebone en Montecampione.
| Jaar | Inwoneraantal |
| ---- | ------------- |
| 1991 | 2982          |
| 2001 | 3134          |
| 2004 | 3171          |
| 2017 | 3636          |

## Geografie
De gemeente ligt op ongeveer 266 m boven zeeniveau.
Artogne grenst aan de volgende gemeenten: Bovegno, Darfo Boario Terme, Gianico, Pezzaze, Pian Camuno, Pisogne, Rogno (BG).

## Externe link

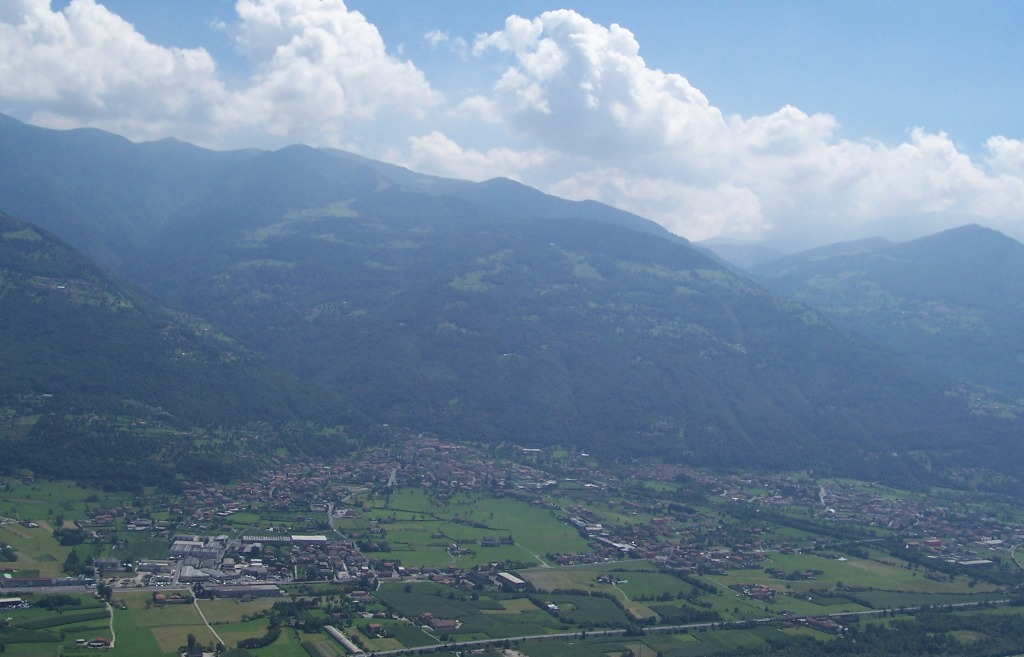
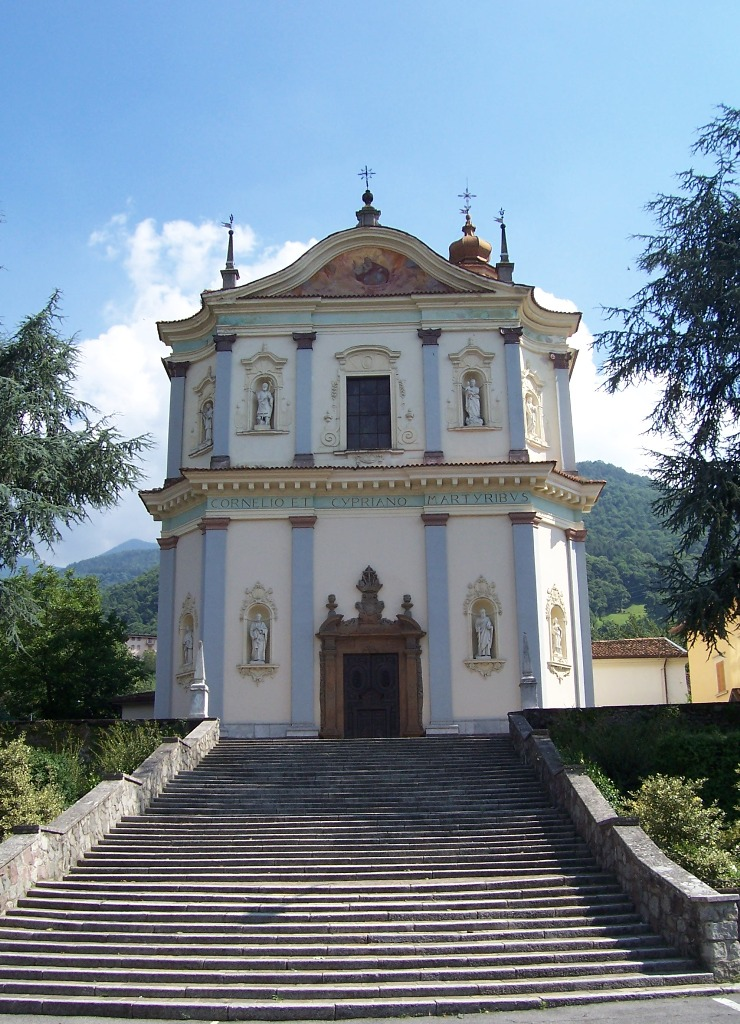
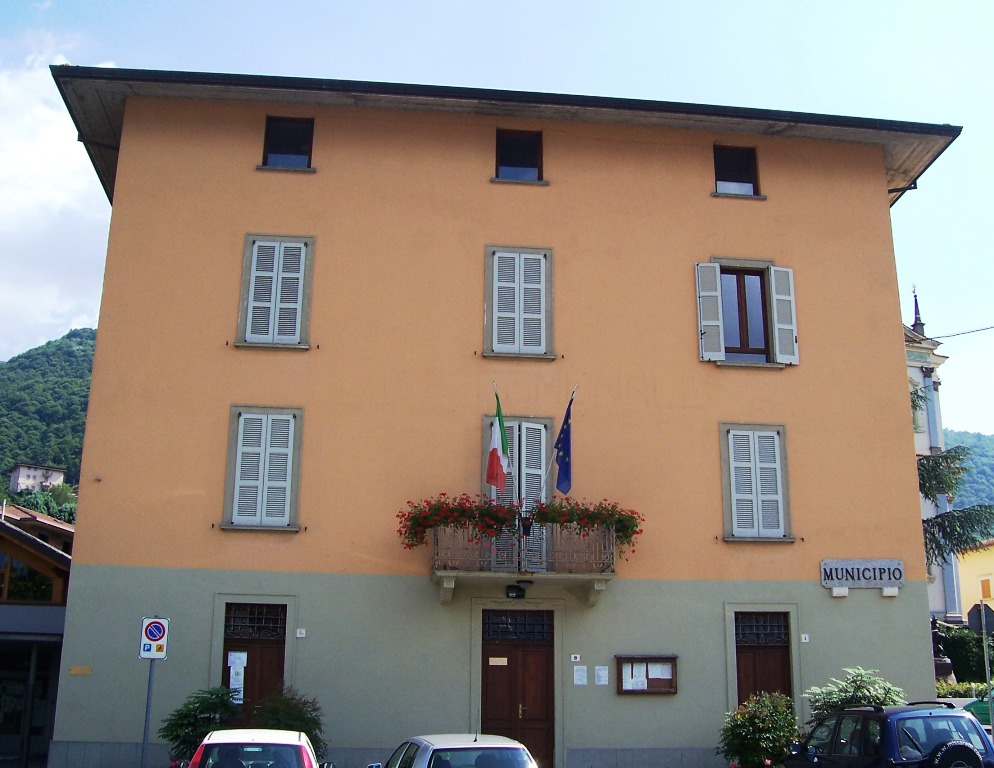
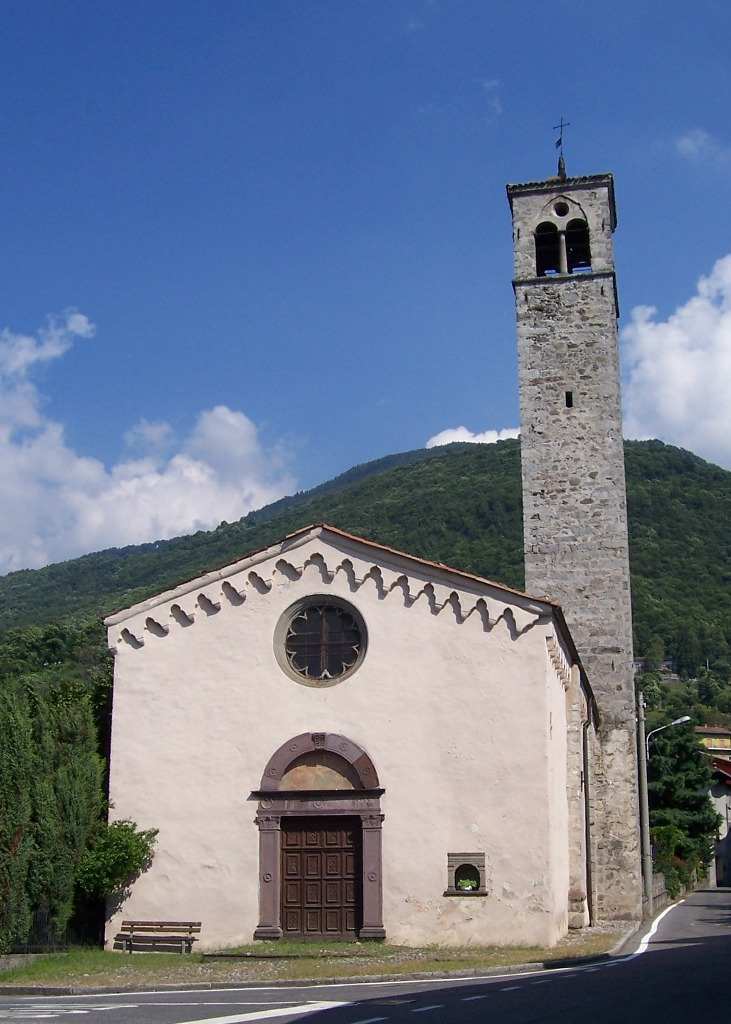
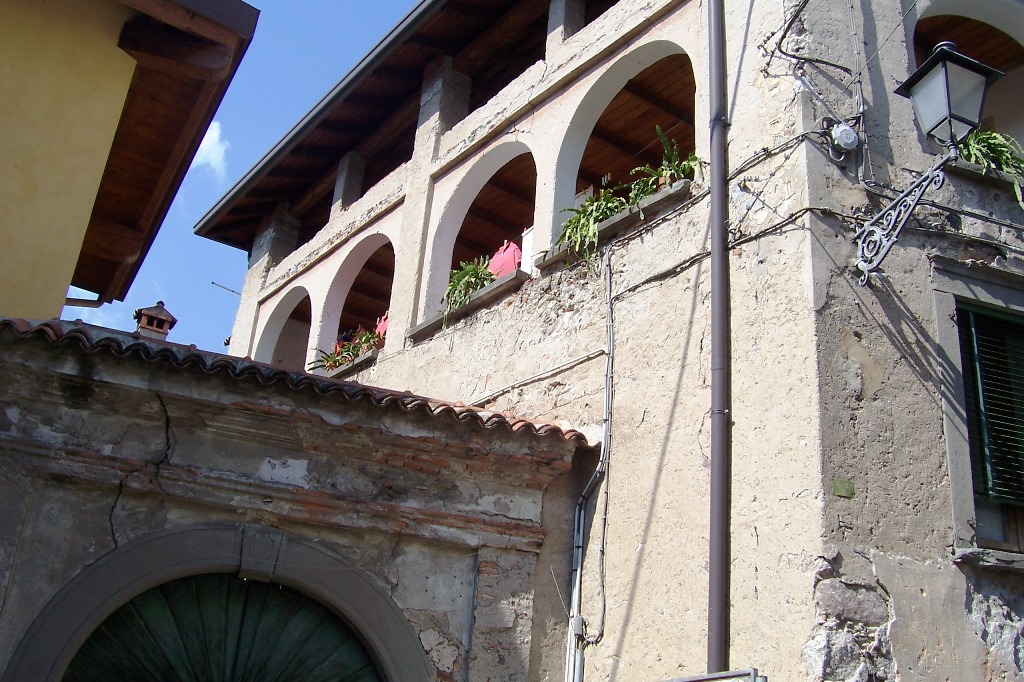